# Gasaustritt von Visakhapatnam 2020
Der Gasaustritt von Visakhapatnam, auch Vizag-Gasleck, war ein Industrieunfall, der sich am frühen Morgen des 7. Mai 2020 beim Chemiewerk von LG Polymers im Dorf R. R. Venkatapuram am Stadtrand von Visakhapatnam, Andhra Pradesh in Indien ereignete. Durch Gasaustritt aus einem Behälter, möglicherweise durch ein Leck, bildete sich eine Dampf-Nebelwolke, die einen Radius von etwa 3 km und somit auch umliegende Dörfer erreichte. Nach der örtlichen Distriktverwaltung gab es 10 Todesopfer und mehr als 10.000 betroffene Personen.
Nach Ergebnissen vorläufiger Untersuchungen ging der Unfall auf mangelnde Wartung und ungeeigneten Betrieb des Tanklagers für flüssiges Styrol und auf Betriebsfehler zurück. Die Regierung von Andhra Pradesh kündigte unmittelbar nach dem Vorfall Kulanzzahlungen von 1 Crore (10 Mio. Rupien = 130.000 US-Dollar oder 120.000 Euro) für alle Familien der Verstorbenen, sowie Finanzierungen für Verletzte an. Ein Budget von 30 Crores (3,8 Mio. US-Dollar oder 3,7 Mio. Euro) wurde zur Entschädigung aller Betroffenen bereitgestellt.

## Hintergrund
Die Chemieanlage des Dorfs R. R. Venkatapuram wurde ursprünglich 1961 als Hindustan Polymers errichtet. 1978 schloss sie sich mit McDowell Holdings zusammen, einer Tochtergesellschaft der United Breweries Group. 1997 wurde sie vom südkoreanischen Chemieunternehmen LG Chem erworben, welches das Unternehmen in LG Polymers India umbenannte. LG Chem erweiterte seine Operationen an der LG Polymers-Anlage fünf Mal zwischen 2006 und 2018. Die Anlage stellt Polystyrol, Co-Polymer-Produkte und technische Kunststoffverbindungen her.

### Fehlende Umweltfreigabe
Die südkoreanische Muttergesellschaft LG Chem sagte in ihrer eidesstattlichen Erklärung vom Mai 2019, die Teil eines Antrags auf Umweltfreigabe ist, dass das Unternehmen nach Erhalt einer Umweltverträglichkeitsprüfung (UVP), die die produzierte Menge und den fortgesetzten Betrieb belegt, nicht über eine vom Ministerium für Umwelt, Forsten und Klimawandel (MoEFCC) ausgestellte legitime Umweltfreigabe verfügte. Gemäß der UVP-Mitteilung (Änderung) von 2006 gemäß dem Umweltschutzgesetz von 1986 fällt LG Chemicals India, das Teil der petrochemischen Industrie ist, in die Kategorie „A“ und sollte jedes Mal, wenn es seine Anlage erweitert, eine Genehmigung des MoEFCC erhalten oder nach November 2006 eine Änderung an ihrem hergestellten Produkt vorgenommen haben. LG Chem hat seinen Betrieb im Werk von LG Polymers zwischen 2006 und 2018 fünfmal ohne eine solche Genehmigung erweitert. Laut der eidesstattlichen Erklärung vom Mai 2019 wurde es seit 1997 stattdessen mit staatlichen Genehmigungen betrieben, die für die Gründung eines neuen Unternehmens mit Verlängerungen alle fünf Jahre erforderlich sind.
Der Sprecher von LG Chem, Choi Sang-kyu, sagte jedoch gegenüber Associated Press (AP), dass das Unternehmen die indischen Gesetze befolgt und auf der Grundlage der Richtlinien der Beamten auf Landes- und Bundesebene operiert habe. Er sagte, dass die eidesstattliche Erklärung eher ein Versprechen der Einhaltung des Gesetzes sei als ein Eingeständnis einer Gesetzesverletzung. Nach der Mitteilung von 2006 sagte Choi, das Unternehmen habe das Ministerium konsultiert und ihm mitgeteilt, dass keine Genehmigung erforderlich sei. Umweltminister C. K. Mishra teilte AP jedoch mit, dass für die Anlage im Jahr 2006 keine Genehmigung erforderlich sei, eine Genehmigung jedoch für jede Erweiterung oder Produktionsänderung danach zwingend erforderlich sei.
LG Polymers hatte bis 2017 nie eine bundesstaatliche Genehmigung beantragt, und laut Protokoll eines Treffens zwischen dem Unternehmen und dem Pollution Control Board von Andhra Pradesh lehnte letzteres den Antrag des ersteren auf die Herstellung technischer Kunststoffe in seinem Werk ab. Ein Mitglied der staatlichen Umweltbehörde sagte jedoch, es gebe keine Informationen über eine Anordnung der Landesregierung, den Betrieb der Anlage einzustellen. 2018 beantragte das Unternehmen erstmals eine Umweltfreigabe, um seine Produktionskapazität für Polystyrol, einen Kunststoff für Flaschen und Deckel, zu erweitern. Das Umweltministerium schickte den Antrag auf Überprüfung mit dem Hinweis, dass das Unternehmen keine Freigabe für die Chemikalien habe, die es bereits herstelle. Das Unternehmen zog den Antrag zurück und beantragte gleichzeitig eine rückwirkende Freigabe, die das Ministerium den Unternehmen 2018 als einmalige Amnestie anbot, die bis zum Auftreten des fatalen Lecks ausstand.
Laut AP gaben Beamte und Rechtsexperten wie Mahesh Chandra Mehta, ein Umweltanwalt, an, dass die Anlage in einer rechtlichen Grauzone betrieben zu werden scheint, da die Umweltfreigabe nach zentralen Vorschriften erforderlich ist, während die staatlichen Führungskräfte sich um die Durchsetzung kümmern sollen. Bis dato gab es jedoch keinen Hinweis darauf, dass die fehlende Umweltfreigabe eine Rolle bei der Katastrophe gespielt hat. Auch Experten sind skeptisch, da die Anlage jahrelang ohne Genehmigung lief. Mehta wies auch darauf hin, dass viele solcher Industrien ohne Genehmigung arbeiten, was zeigt, wie schwach die Umweltgesetze in Indien sind, dem mehrere der am stärksten verschmutzten Städte der Welt zuzuschreiben sind. Mehta sagte auch, dass jedes Mal, wenn das Unternehmen diese Genehmigung erneuerte, die staatliche Umweltbehörde, die befugt ist, das Bundesumweltgesetz durchzusetzen, das Unternehmen mit einer Geldstrafe belegen oder eine Genehmigung verweigern konnte, bis es die Genehmigung des Bundes erhielt, was es nie tat. Dr. B. Sengupta, Umweltwissenschaftler und ehemaliger Leiter des Central Pollution Control Board (CPCB), sagte, dass die staatlichen Genehmigungen nur die Umweltverschmutzung und nicht die Standortsicherheit berücksichtigen. Im Gegensatz dazu bewertet die Bundesfreigabe Risiken in Bezug auf die Handhabung und Lagerung von Gefahrstoffen, die Prävention potenzieller Katastrophen und die Schadensminderung in Katastrophenfällen.

## Leckage und Auswirkungen

### Anlage und Leckage
Die Anlage wurde am 7. Mai 2020 nach der landesweiten Sperrung als Reaktion auf die COVID-19-Pandemie wiedereröffnet. Sie lagerte 2.000 Tonnen Styrol in Tanks, die unbeaufsichtigt blieben. Das Monomer Styrol muss trotz seiner Siedetemperatur von 145 °C bei Temperaturen unter 17 °C gelagert werden, da sonst eine erhöhte Autopolymerisation stattfindet; dabei handelt es sich um eine exotherme Reaktion, die zu einem thermischen Durchgehen und einem übermäßigen Druck im Behälter führen kann. Es wird angenommen, dass ein Computerfehler im Kühlsystem der Fabrik dazu führte, dass die Temperaturen in den Lagertanks sichere Werte überschritten, wodurch eine Leckage entstehen und das Styrol entweichen konnte. Zwischen 2:30 Uhr morgens und 3:00 Uhr morgens, als Wartungsarbeiten im Gange waren, trat das Gas aus der Anlage aus und breitete sich in nahe gelegenen Dörfern aus.
Der Vorfall ist einer von drei Industrieunfällen, die sich in Indien innerhalb eines Zeitraums von 24 h in Indien ereigneten. Einen Tag zuvor, am 6. Mai, hatte sich ein weiterer Gasleck-Unfall in einer Papierfabrik in Raigarh, Chhattisgarh, ereignet, bei dem sieben Arbeiter ins Krankenhaus eingeliefert werden mussten. Am Abend des 7. Mai explodierten zwei Kessel im Wärmekraftwerk von NLC India Limited in Neyveli, Tamil Nadu, und verletzten acht Menschen. Alle Unfälle werden auf schlechte Betriebs- und Wartungspraktiken während des Lockdowns und Mangel an qualifiziertem Personal als Ursachen zurückgeführt.

### Akute Auswirkungen
Die Dämpfe breiteten sich in einem Umkreis von 3 km aus. Fünf Dörfer (R. R. Venkatapuram, Padmapuram, BC Colony, Gopalapatnam und Kamparapalem) waren die am stärksten betroffenen Gebiete. Hunderte von Menschen wurden nach weit verbreiteten Atembeschwerden und brennenden Augen in Krankenhäuser gebracht. Viele waren bewusstlos auf dem Boden liegend gefunden worden, weil sie dem Gas ausgesetzt waren. Die erste Schätzung ergab mindestens 11 Todesfälle und 20–25 Menschen in kritischem Zustand. Am nächsten Tag war die Zahl der Todesopfer auf dreizehn gestiegen. Berichten zufolge waren mehr als 1.000 Menschen dem Gas ausgesetzt.
Am späten Abend des 7. Mai ordnete die Polizei die Evakuierung von Personen in einem Umkreis von 2 km um das Leck an. Die Polizei erklärte jedoch später, dass diese Evakuierung vorsorglich gewesen sei und es kein zweites Leck gegeben habe.

## Wahrscheinliche Leckage und Entfernen von Chemikalien
Experten der Zentralregierung, die das Werk inspizierten, sagten, es wäre auf eine Katastrophe zugelaufen, wenn die Verletzung von Sicherheitsnormen in anderen Lagern des Werks noch einige Tage unbemerkt geblieben wäre. Sie sagten, diese Einrichtungen seien anfällig für ein Dampfleck in größerem Maßstab und würden in einem Hochrisikozustand gelagert. Ein Experte sagte, in einem anderen Lager sei eine Polymerisation bemerkt worden.
Laut des Deccan Chronicle inspizierten zwei Experten der National Disaster Management Authority (NDMA), Dr. Anjan Ray, Direktor des Indian Institute of Petroleum, und Shantanu Geete, ein Branchenexperte, die Lagereinrichtungen der Anlage sowie den Vizag-Hafen. Dr. Ray, ein Experte für Styrol, empfahl der Regierung, die Materialien unverzüglich aus der Anlage zu entfernen. Am 11. Mai 2020 wies die Regierung von Andhra Pradesh das Unternehmen an, 13.000 Tonnen Material außer Landes zu schaffen. Mit Hilfe des Schifffahrtsministeriums organisierte die Landesregierung zwei Schiffe, um die Ladung, aufgeteilt in Portionen von 8.000 und 5.000 Tonnen, zum Hauptsitz des Unternehmens in Seoul zu transportieren.
Mekapati Goutham Reddy, Industrieminister von Andhra Pradesh, sagte, die vorläufige Schlussfolgerung aus den Inspektionen der Experten sei, dass die Lagereinrichtungen nicht dafür ausgelegt seien, das Material für eine lange Dauer zu lagern. Das Werkspersonal behauptete jedoch, dass das Material alle 10 bis 15 Tage geleert und nie länger als für den zugewiesenen Zeitraum gelagert wurde.

## Entlastung und Rettung
Fast 200 bis 250 Familien wurden aus Dörfern in einem Umkreis von fünf Kilometern um das Werk herum evakuiert. Etwa 300 Menschen wurden einem Medienbericht zufolge ins Krankenhaus eingeliefert. Der Chief Minister von Andhra Pradesh, Y. S. Jaganmohan Reddy, kündigte eine Ex-Gratia von ₹ 1 Crore (130.000 US-Dollar) für jede Familie der infolge des Unfalls Getöteten an. Er kündigte außerdem ₹ 25.000 (310 US-Dollar) für diejenigen an, die eine Erstbehandlung erhielten, ₹ 1 Lakh (1.300 US-Dollar) für diejenigen, die eine längere Behandlung erhielten, und ₹ 1 Million (13.000 US-Dollar) für diejenigen, die Beatmungsunterstützung erhielten.
Um eine weitere gefährliche Polymerisation und Selbsterhitzung des Styrols zu verhindern, wurden 500 Kilogramm des Polymerisationsinhibitors 4-tert-Butylbrenzcatechin (PTBC) von der Regierung von Andhra Pradesh geflogen und in die lahmgelegte Fabrik geschickt. Darüber hinaus flog die Zentralregierung ein auf CBRN (chemisch, biologisch, radiologisch und nuklear) spezialisiertes Team der National Disaster Response Force (NDRF) aus Pune zum Standort.

## Abhilfemaßnahmen durch LG
LG Chemicals hat Unterstützungsmaßnahmen eingeleitet, um alle Risikofaktoren in der Anlage zu beseitigen. Im Rahmen seiner Bemühungen brachte LG ACtify 2680, einen grünen Verzögerer, und ACtify 2673, einen Polymerisationsinhibitor, von Dorf Ketal Chemicals, einem in Mumbai ansässigen Chemieunternehmen, mit. Um die Sicherheit des Standorts zu gewährleisten, sagte LG, dass der Verzögerer und der Inhibitor in die Tanks des bei LG Polymers gelagerten Styrols gegeben würden, um eine weitere Polymerisation und zukünftige Dampflecks zu verhindern. Der Verzögerer der ACtify-Serie ist ein neuer grüner Polymerverzögerer, der thermische Stabilität und Schutz bei außerplanmäßigen Abschaltungen bietet.
Am 13. Mai 2020 informierte LG Chemicals die Medien darüber, dass ein achtköpfiges technisches Team, bestehend aus Experten aus den Abteilungen Produktion, Umwelt und Sicherheit des Hauptsitzes in Seoul, entsandt wurde, um den Vorfall zu untersuchen und die Opfer zu rehabilitieren. LG Polymers India sagte, das Team werde umgehend Sanierungs- und Echtzeit-Abhilfemaßnahmen ergreifen. Sie würden Opfer und betroffene Familien treffen, um Hilfsmaßnahmen im Detail zu erläutern und Gespräche mit den örtlichen Vertretern der Landesregierung zu führen.

## Untersuchung
Nach vorläufigen Ermittlungen soll eine Fehlfunktion eines Gasventils für das Leck verantwortlich sein. Das Leck stammte von einem von zwei Chemikalientanks, die seit März 2020 aufgrund des COVID-19-Lockdowns unbeaufsichtigt geblieben waren. Die Fehlfunktion der Kühleinheit des Tanks führte zu einem Temperaturanstieg, wodurch die flüssige Chemikalie, bei der es sich vermutlich um Styrol handelte, verdampfte. Experten haben jedoch behauptet, dass möglicherweise auch andere Chemikalien ausgetreten sind, da sich Styrol aufgrund seiner chemischen Eigenschaften wahrscheinlich nicht über 4 bis 5 Kilometer ausbreitet.

### Rechtliche Schritte
Im Rahmen der polizeilichen Ermittlungen nach dem Leck wurde von der örtlichen Polizei eine erste Anzeige (FIR) gegen LG Polymers eingereicht. Der Bericht ließ mögliche Anklagepunkte nach den Abschnitten 278 (Gesundheitsschädliches Verursachen der Atmosphäre), 284 (fahrlässiges Verhalten in Bezug auf giftige Substanzen), 285 (fahrlässiges Verhalten in Bezug auf Feuer oder brennbare Stoffe), 337 (Verursachung von Verletzungen durch lebensgefährliche oder sicherheitsgefährdende Handlungen an anderen), 338 (Verursachung schwerer Verletzungen durch lebensgefährliche Handlung) und 304 (Verursachung des Todes durch eine vorsätzliche oder fahrlässige Handlung, die nicht einer schuldhaften Tötung gleichkommt) des indischen Strafgesetzbuchs (IPC).

#### National Green Tribunal
Beim National Green Tribunal (NGT), Indiens höchstem Umweltgericht, wurde eine Petition eingereicht, in der eine Untersuchung des Vorfalls durch ein hochrangiges Komitee gefordert wird. Ein Gericht unter der Leitung des damaligen NGT-Vorsitzenden, Richter Adarsh Kumar Goel, wurde gebildet, und der Fall sollte am 8. Mai 2020 verhandelt werden.
Am 8. Mai wies das Gericht LG Polymers India an, einen Betrag von ₹ 50 Croren (6,3 Millionen US-Dollar) als Anfangsbetrag beim Bezirksrichter von Visakhapatnam zu hinterlegen, um die durch den Vorfall verursachten Schäden zu mindern. Es gab Mitteilungen an das Andhra Pradesh Pollution Control Board (APPCB), das Central Pollution Control Board (CPCB) und das Union Ministry of Environment, Forest and Climate Change (MOEFCC) heraus, in denen es die Antworten der einzelnen Gremien und des Ministeriums einholte. Es setzte auch einen fünfköpfigen Untersuchungsausschuss ein, um den Vorfall zu untersuchen und dem Gericht einen Bericht zu übermitteln. Der Ausschuss würde vom ehemaligen Richter des High Court von Andhra Pradesh, B. Seshasayana Reddy, geleitet.
Der am 28. Mai 2020 herausgegebene und von The Associated Press eingesehene und überprüfte Bericht des hochrangigen Ausschusses unter der Leitung des NGT-Vorsitzenden stellte fest, dass die Lagertanks veraltet waren und keine Temperatursensoren hatten, wodurch die Styrolverdampfung unentdeckt blieb. Da Fabrikarbeiter und das gesamte Unternehmen unerfahren in der Lagerung von Tanks mit solch gefährlichen Chemikalien sind, machte der Bericht „grobes menschliches Versagen“ und das Fehlen grundlegender Sicherheitsnormen für den Vorfall verantwortlich.

#### Menschenrechtskommission
Am selben Tag wie der Vorfall teilte die National Human Rights Commission of India (NHRC) der Regierung von Andhra Pradesh und der Zentralregierung mit, dass sie den Vorfall als grobe Verletzung des verfassungsmäßigen Rechtes Indiens auf Leben betrachte. In ihrer Mitteilung forderte die NHRC einen detaillierten Bericht der Regierung von Andhra Pradesh zu Rettungsaktionen, medizinischer Behandlung und Rehabilitation. Es forderte auch das Unionsministerium für Unternehmensangelegenheiten auf, mögliche Verstöße gegen das Arbeitsschutzgesetz zu untersuchen. Die Vorlage beider Berichte wurden innerhalb von vier Wochen erwartet.